# Бої під Крутами (2022)
Бої́ під Кру́тами — бої, що тривали 28 лютого та 1 березня 2022 року, як і за 104 років до того між селами Пам'ятне та Хороше Озеро в ході війни Росії проти України.

## Перебіг подій

### 28 лютого
Внаслідок вогневого ураження РСЗВ БМ-27 «Ураган» затримано рух колони окупанта. За словами голови Крутівської територіальної громади Олега Бузуна, російські війська втратили вбитими близько 200 осіб.

### 1 березня
Між селами Пам'ятне та Хороше Озеро, відбувся бій ЗСУ та тероборони з російськими окупантами. Останні поцілили в магазин, обстріляли та фотографувалися на тлі меморіалу пам'яті Героїв Крут. Тіла 200 знищених російських солдатів та офіцерів на 2 КАМАЗах через село Плиски повезли в бік Сумщини.